# Светлана Азарова
Светлана Анатолиевна Азарова (на украински: Свiтлана Анатоліївна Азарова) е украински композитор и педагог.

## Биография
Светлана Азарова е родена на 9 януари 1976 г. в град Измаил, УССР. През 1996 г. завършва Педагогическият институт в родния си град, след което се записва Държавната консерватория в Одеса, където изучава специалност „Композиция“ при проф. Александър Красотов, и по-късно до дипломирането си като композитор през 2000 г. при проф. Кармела Цепколенко.
През 2003 г. участва в шестмесечната програма „Gaude Polonia“ – стипендия на Министерството на културата на Полша, в Музикалната академия „Фредерик Шопен“ във Варшава с проф. Марчин Блажевич. По-късно през същата година Центърът за музика в Дрезден (DZzM, днес Европейски център за изкуства) кани за участие Светлана в стипендианския проект „pass_ПОРТ“ в рамките на „Dresdner Tage der zeitgenössischen Musik“. През 2007 г. участва в проекта 8-ата Musica Viva в Мюнхен.